# Château de Lucenier
Le château de Lucenier est situé sur la commune de La Chapelle-au-Mans en Saône-et-Loire, dans un vallon verdoyant, en partie entouré par l'eau d'un étang.

## Description
Vieille place forte du Moyen Âge, Lucenier (autrefois appelé Lussinié) fut construite au cours du XIVe siècle et faisait partie de la défense du duc de Bourgogne. À cette époque, le duc de Bourgogne demandait à ses vassaux de construire des châteaux forts ou des maisons fortes pour protéger les frontières du duché.
La partie résidentielle est formée d'un corps de logis de plan complexe de la fin du XIVe siècle avec deux tours rondes et une aile ajoutée au XVIIIe siècle qui occupent l'angle oriental de l'enceinte. Le reste de la cour intérieure est fermé par des bâtiments agricoles modernes, avec, à l'ouest, l'ancienne poterne d'entrée convertie en habitation.
Le château est une propriété privée et ne se visite pas.

## Historique
- avant 1603 : Bertrand de Priezac est propriétaire de la terre et de la maison forte
- 1603 : il vend à Jehan de Montmorillon, seigneur d'Essanlé; cette famille conserve le domaine jusqu'à la Révolution
- François Saladin, comte de Montmorillon (1704 - 1778)
- Charles Louis François Saladin de Montmorillon (1756 - 1819), fils du précédent
- 1794 : Jean-Baptiste Perrot, maître des forges à Gueugnon achète la propriété
- début du XIXe siècle : l'ensemble est cédé à Hugues Desplaces
- 1829 : Léopold Saladin, marquis de Montmorillon (1789 - 1862), fils de Charles Louis François Saladin, rachète la demeure qui restera désormais propriété de la famille
- 1862 : Hector de Montmorillon (1831-1898)
- époque moderne : propriété du marquis de Montmorillon